# 马坝人
馬壩人是1958年在广东省韶关市曲江区馬壩鎮西南三公里的獅子山石灰岩溶洞內發現的舊石器時代中期的人類化石，屬古老人类，是目前華南確認的最早的古人類。伴生的脊椎動動化石有鬣狗、大熊貓、貘、劍齒象等19種。
被發現的馬壩人頭骨可能是一位中年男性，呈卵圓形，無頂骨孔，眼眶上緣为圓弧形，鼻骨相當寬闊，远比現代人宽阔，头骨高度小，骨壁较猿人为薄，與尼安德特人相似。

## 參看
- 马坝人遗址
- 早期智人